# Корсунский, Израиль Лазаревич
Израиль Лазаревич Корсунский — российский учёный в области ядерной физики, лауреат Государственной премии СССР.

## Биография
Родился 19 июля 1924 года в г. Звенигородка Киевской губернии.
Участник войны, младший лейтенант технической службы. Награждён медалью «За победу над Германией в Великой Отечественной войне 1941—1945 гг.»
Работал в Институте атомной энергии (с 1960 г. ИАЭ им. И. В. Курчатова).
В 1971 г. защитил кандидатскую диссертацию:
- Интерференция ядерного резонансного и электронного рассеяний при брэгговском отражении ϒ-лучей монокристаллами олова : диссертация … : кандидата физико-математических наук : 01.00.00 / И. Л. Корсунский. — Москва, 1971. — 125 с. : ил.

Лауреат Государственной премии СССР 1976 года (в составе коллектива) — за цикл работ по предсказанию, обнаружению и исследованию эффекта подавления ядерных реакций в совершенных кристаллах.
Умер 22 сентября 2006 года. Похоронен на Востряковском кладбище, квадрат 35-3, ряд 6, ограда/участок 250